# クロード・ギシャール (数学者)
クロード・ギシャール（仏: Claude Guichard、1861年12月28日 - 1924年5月6日
）は、フランスの数学者。

## 経歴
ブドウ酒醸造の家に生まれた。アゼの公立小学校で初等教育を終え、1874年、マコンのリセ・ラマルティーヌの2年次に特別生として入学した。1877年、バカロレアに合格した。1878年にパリへ移住し、コレージュ・サント＝バルブの初等数学のベテランクラスで奨学生となった。リセ・ルイ＝ル＝グランの授業へも出席しており、年末には、初等数学のコンクール・ジェネラルで主席を獲得した。1879年から1880年までは、サント＝バルブの特別数学クラスに通った。 1880年から1833年まではパリの高等師範学校に通学し、ジャン・ガストン・ダルブーやジュール・タンヌリー、シャルル・エルミートなどに学んだ。パリ大学理学部でジャン＝クロード・ブーケの微分積分学の講義やフェリックス・チスランの理論力学の講義を受けることもあった。高等師範学校で1882年に数学と物理学の学位を、1883年に解析関数の特異点を主題とする論文を書いて博士号を取得した。同年、数学のアグレガシオンに受かり、クリュニーの師範学校に就職した。
1884年1月、23歳でナンシー大学の理学部の准教授に抜擢された。1886年3月、レンヌ大学へ転勤した。1888年7月、クレルモン＝フェラン大学の天文学の講座に責任を負った。1890年7月に、理論力学と応用力学の講座も引き受け、1892年3月29日、年齢要件の最低である30歳で、理論力学の専任教師に昇格した。1910年、ポール・パンルヴェの後任としてパリ大学理学部の一般数学のコースを持ったが、1912年まではエリ・カルタンと交代で授業をしていた。1912年11月10日から理論力学の講座を担当し、その後パンルヴェに引き継いで、自身は1913年から一般数学を受け持った。1918年から没するまで、高等幾何学教授に就任していた。また、1907年から1923年までサン＝シールの陸軍高等学校の試験委員会会員・会長を務めていた。

## 功績
ギシャールは主に幾何学分野で活躍した。1899年に発表した回転二次曲面に関する2つの定理は、曲面変形論に重大な転換を引き起こした。微分射影幾何学において、reseau と congruence と呼ばれる概念を導入し、この分野を大きく進歩させた。
解析学の分野では、ミッタク＝レフラーの定理とワイエルシュトラスの因数分解定理の拡張を示したが、博士課程指導教員のポール・エミール・アペルはこれを冷ややかに評価した。

## 受賞歴
- 1904年、ポンスレ賞及びフランス科学アカデミー会員
- 1920年、ベルギー王立アカデミー（フランス語版、英語版）準会員[5]
- 1921年、レジオンドヌール勲章シュヴァリエ

## 著作物
- Guichard, Claude (1903). Traite de geometrie. Paris : Viubert et Nony
- “Théorie générale des réseaux, applications”. Mémorial des sciences mathématiques 77. (1936). Zbl 0012.37103.